# Эркслебен (Альтмарк)
Эркслебен (нем. Erxleben) — община в Германии, в земле Саксония-Анхальт.
Входит в состав района Штендаль. Подчиняется управлению Остербург. Население составляет 499 человек (на 31 декабря 2006 года). Занимает площадь 20,99 км².